# Artur ratuje gwiazdkę
Artur ratuje gwiazdkę (ang. Arthur Christmas, 2011) – amerykański film animowany opowiadający o ocaleniu Świąt Bożego Narodzenia. Film miał premierę w Polsce 25 listopada 2011 roku.

## Opis fabuły
Dziadek Mikołaj od dawna jest już na emeryturze razem ze swoimi ukochanymi, starymi saniami. Jednak co roku dzieci z całego świata wysyłają do Świętego Mikołaja listy z prośbami o prezenty. Bieżącymi działaniami firmy zajmuje się pierworodny syn Mikołaja, Steve, pierwszy w kolejce do założenia czerwonego stroju. To na nim spoczywa obowiązek dostarczenia wszystkich prezentów, które rozwożone są na olbrzymich, niewykrywalnych przez radary, zaawansowanych technologicznie saniach. Kiedy jedno dziecko, którym jest ośmioletnia Gwen mieszkająca z mamą i ojczymem we wsi Trelew w Kornwalii, nie otrzymuje prezentu, do akcji musi wkroczyć Artur – najmłodszy z rodu Mikołajów. Ma na to tylko dwie godziny.

## Wersja polska
Wersja polska: Start International Polska

Reżyseria: Anna Apostolakis

Dialogi polskie: Anna Niedźwiecka

Dźwięk i montaż: Janusz Tokarzewski

Kierownictwo produkcji: Dorota Nyczek

W wersji polskiej udział wzięli:
- Paweł Ciołkosz – Artur
- Paweł Szczesny – Mikołaj
- Elżbieta Gaertner – Margaret
- Tomasz Grochoczyński – Dziadek
- Tomasz Borkowski – Steve
- Dominika Kluźniak – Bryony
- Andrzej Gawroński – Ernie
- Artur Pontek – Peter
- Matylda Kaczmarska – Gwen

W pozostałych rolach:
- Dariusz Błażejewski
- Wojciech Chorąży
- Andrzej Chudy
- Krzysztof Cybiński
- Renata Dobrowolska
- Jarosław Domin
- Grzegorz Drojewski
- Barbara Kałużna
- Elżbieta Kopocińska
- Krystyna Kozanecka
- Robert Kuraś
- Beata Łuczak
- Joanna Pach
- Józef Pawłowski
- Beata Sadkowska
- Anna Sroka
- Brygida Turowska
- Klementyna Umer
- Mirosław Wieprzewski
- Monika Wierzbicka
- Janusz Wituch
- Beata Wyrąbkiewicz
- Janusz Zadura
- Leszek Zduń

i inni